# Ізабелла Кастильська, королева Арагону
Ізабелла Кастильська (ісп. Isabel de Castilla; італ. Isabella di Castiglia, брет. Izabel Kastilha; 1283 , Тора, Леонське королівство — 24 липня 1328 , Бійє, Бретанське герцогство) — кастильська принцеса з Кастильського Бургундського дому, донька Санчо IV, короля Кастилії та Леона; першим шлюбом — королева Арагона, Валенсії та Сицилії, графиня Барселони, другим шлюбом — Бретанська герцогиня та віконтеса Ліможа.

## Життєпис

### Походження
Інфанта донья Ізабелла Кастильська народилася 1283 року в місті Торо. Вона була старшою донькою Санчо IV Хороброго, короля Кастилії та Леона, і королеви Марії де Моліна, сеньйори де Моліна. Обидвоє батьків походили з Бургундської гілки дому Анскаридів. По лінії батька інфанта доводилася онукою Альфонсо X Мудрому, королю Кастилії та Леона та Віоланті, інфанті Арагонській з Барселонського дому. По лінії матері вона була онукою Альфонсо, інфанта Леонського і Кастильського, сеньйора де Моліна, і сеньйори Майор де Менезес. Ізабелла Кастильська була правнучкою трьох королів: Фернандо III Святого, короля Кастилії, Хайме I Завойовника, короля Арагона та Альфонсо IX Мокробородого, короля Леона; при цьому один з її прадідів був батьком іншого, тобто був прадідом і прапрадідом одночасно.
Незабаром після народження вона була заручена з двоюрідним братом Альфонсо де ла Серда (1270—1327) — сином Фернандо, за прізвиськом «де ла Серця» ("Щетинний"), інфанта Кастильського і Леонського, та Бланки Французької. Наречений Ізабелли був претендентом на трон кастильського королівства, і майбутнє весілля мало покласти край боротьбі між двома гілками династії, але цього не сталося. У 1290 році Альфонсо де ла Серця одружився з Матильдою де Брієнн, донькою Жана II де Брієнна, графа д'Е, і Беатріси де Шатільон.

### Перший шлюб
1 грудня 1291 (або 1293) року в Сорії інфанта донья Ізабелла Кастильська була видана заміж за короля Хайме II Справедливого (1267—1327) з Барселонського дому, другого сина короля Педро III Великого. У цьому шлюбі Ізабелла отримала титули королеви Сицилії, Арагона, Валенсії та графині Барселони. Враховуючи юний вік нареченої, консумацію шлюбу відклали до повноліття.
25 квітня 1295 року помер король Санчо IV, й у країні розпочалася боротьба між претендентами за трон королівства. Після смерті батька Ізабелли її чоловік відмовився від консумації шлюбу. На прохання Хайме II у серпні 1295 року римський Папа Боніфацій VIII анулював його шлюбний союз, вказавши причиною близьку спорідненість між подружжям, що доводилися один одному троюрідними братом і сестрою. У тому ж році Хайме II одружився з Бланкою Анжуйською з Анжу-Сицилійського дому, донькою Карла II, короля Неаполя, і Марії Угорської.

### Другий шлюб
21 червня 1310 року римський Папа Климент V, через відсутність близької спорідненості, дозволив шлюб інфанти доньї Ізабелли Кастильської та Жана (1286—1341), наслідного принца Бретані з дому де Дре, сина Артура II. У тому ж році в Бургосі відбулася церемонія одруження. Для подружжя це був другий шлюб. Першим шлюбом спадковий принц був одружений з Ізабеллі Французькій (1292—1309 з династії Валуа, доньки Карла, графа де Валуа, і Маргарити Анжуйської.
27 серпня 1312 року чоловік Ізабелли став герцогом Бретані під ім'ям Жана III Доброго. Слідом за чоловіком вона отримала титули герцогині Бретані та віконтеси Ліможа; останній титул носила в 1312—1314 і 1317—1328 роках . У 1312—1314 роках також володіла титулом сеньйори Гвадалахари. Ізабелла померла 24 липня 1328 року і була похована в абатстві Прієр в Білії. Її шлюб із Жаном III був бездітним. Після смерті другої дружини герцог втретє одружився з Жанною Савойською (1310—1344) з Савойського дому, донькою Едуарда I, графа Савойського, і Бланки Бургундської, але і в цьому його шлюбі, як у двох попередніх, не було нащадків.